# Killian Dain
Damian Mackle (né le 20 février 1985 à Belfast) est un catcheur (lutteur professionnel) nord-irlandais (britannique) plus connu sous le nom de Killian Dain.
Il commence sa carrière en Grande-Bretagne en 2005 sous le nom de Damian O'Connor et lutte dans diverses fédérations.

## Carrière
Mackle apprend le catch en Écosse auprès de Robbie Brookside (en) et de Fergal Devitt,. Il commence sa carrière en 2005 en Grande-Bretagne.

### EVOLVE Wrestling (2014)
En décembre 2014, Damo a affronté Drew Galloway sans succès pour le EVOLVE Championship à Inverness, en Écosse.

### Revolution Pro Wrestling (2014–2016)
En 2014, Damo a fait ses débuts dans Revolution Pro Wrestling. En 2015, il a lutté contre les grands de la NJPW, Tomohiro Ishii, Hiroshi Tanahashi, Shinsuke Nakamura, et Tommaso Ciampa. En 2016, il a lutté contre les lutteurs internationaux "Speedball" Mike Bailey, Roderick Strong, Dalton Castle, Big Daddy Walter et Matt Sydal.

### Global Force Wrestling (2015–2016)
En octobre 2015, Damo a fait ses débuts à Global Force Wrestling (GFW) lors de leur tournée britannique Invasion, perdue face à Bram .

### Total Nonstop Action Wrestling (2016)
Lors de l'édition d'Impact Wrestling du 8 mars 2016, il perd contre Eric Young dans un King of the Mountain match qui comprenaient également Will Ospreay, Bram et Jimmy Havoc et ne remporte pas le TNA King Of The Mountain Championship.

### World Wrestling Entertainment (2016-2021)

#### SAnitY, diverses rivalités et renvoi (2017-2021)
Le 15 juillet 2018 lors de Extreme Rules (2018), Dain, Young et Wolfe battent The New Day au cours d'un Tables Match.
Le 18 novembre 2018 lors des Survivor Series (2018), Dain & Young gagnent un 10-on-10 Elimination match avec The New Day, The Colóns, The Colóns et The Usos contre The Revival, The B-Team, The Ascension, The Lucha House Party et Bobby Roode & Chad Gable bien qu'ils se soient fait éliminer par Bobby Roode.
Le 14 avril 2019 lors de WWE Worlds Collide, Wolfe et Dain perdent contre The Undisputed Era.
Le 25 juin 2021, il est renvoyé par la WWE.

### All Elite Wrestling (2022)
Le 20 mai 2022, il fait ses débuts à AEW Rampage en perdent contre Shawn Spears.

### New Japan Pro Wrestling (2022-...)
Le 4 juin 2022, il fait ses débuts à NJPW Strong en perdent contre Tomohiro Ishii.

### Retour à la Total Nonstop Action Wrestling (2024)
Le 22 février 2024 lors de TNA Impact!, il fait son retour à la TNA en perdant contre Eric Young.

## Palmarès
- 3 Count Wrestling
  - 1 fois 3CW Tag Team Champion avec Scott Renwick

- Insane Championship Wrestling
  - 1 fois ICW World Heavyweight Champion

- Pride Wrestling
  - 1 fois Pride Wrestling Champion

- PROGRESS Wrestling
  - 1 fois PROGRESS World Champion

- - 1 fois PROGRESS Atlas Champion (actuel)
- Reckless Intent Wrestling
  - 1 fois Reckless Intent Heavyweight Champion
  - 1 fois Reckless Intent Hardcore Champion

- Scottish Wrestling Alliance
  - 1 fois SWA Laird of the Ring Champion
  - 6 fois SWA Tag Team Championship avec Scott Renwick (4), Pete O'Neil (1) et Micken (1)

- Scottish Wrestling Entertainment
  - 1 fois SWE Heavyweight Champion

- What Culture Pro Wrestling
  - 1 fois WCPW World Champion

- World Wide Wrestling League
  - 1 fois W3L Heavyweight Champion
  - 1 fois W3L Tag Team Champion avec Scott Renwick
  - W3L Heavyweight Title Tournament (2011)

- X Wrestling Alliance
  - 1 fois XWA British Heavyweight Champion
  - XWA British Heavyweight Title Tournament (2014)

## Récompenses des magazines
- Pro Wrestling Illustrated

| Année | 2016 | 2017 | 2018 | 2019 | 2020 | 2021 | 2022       | 2023 |
| ----- | ---- | ---- | ---- | ---- | ---- | ---- | ---------- | ---- |
| Rang  | 348  | 191  | 119  | 196  | 159  | 386  | Non classé | 343  |

## Vie privée
Damian Mackle est l'époux de sa manageuse Nikki Cross.